# Almune
Almune er en dansk folkemusikgruppe bestående af Hans Christian Molbech (sang, fløjte, tromme, percussion, lur), Molly Granhøj (sang, nøgleharpe, bouzouki), Troels Dueholm Nørgaard (drejelire, bouzouki, sang, fløjte) og Christian Mohr Levisen (drejelire, sækkepibe). Gruppen spiller middelaldermusik på tidstypiske instrumenter og optræder typisk under middelaldermarkeder og lignende reenactmentarrangementer samt på museer og i kirker. Gruppen har eksisteret siden omkring 2014.
Siden 2006 har medlemmer spillet samen i forskellige konstellationer i andre ensembler. Molbech, Granhøj og Nørgaard havde bl.a. tidligere spillet sammen i en anden lignende middelaldergruppe kaldet Lurpakket.
I marts 2016 medvirkede gruppen under optagelserne til DR's dokumentarserie Historien om Danmark i et afsnit om middelalderen. Afsnittet blev vist i foråret 2017.
Gruppens debutalbum udkom i maj 2017, og det blev godt modtaget og omtalt som et varieret album der spændte vidt inden for genren.
Gruppen har bl.a. optrådt på Danehof i Nyborg, Europæisk Middelalderfestival i Horsens, Københavns Middelaldermarked, Middelaldercentret ved Nykøbing Falster, Odense Middelalderdage, Spøttrup Borg og Øm Kloster museum.
I efteråret 2018 udgav gruppen albummet Sommerfugl sammen med en anden middelaldermusikgruppe kaldet Götterfunken. Albummet var et soundtrack til Maria Hellebergs historiske roman Maria Helleberg.

## Diskografi
- 2017 Bjergtagen
- 2018 Sommerfugl (sammen med Götterfunken)